# Carex ramosii
Carex ramosii är en halvgräsart som beskrevs av Georg Kükenthal. Carex ramosii ingår i släktet starrar, och familjen halvgräs.
Artens utbredningsområde är Filippinerna. Inga underarter finns listade i Catalogue of Life.